# 4-Mercaptotolueno
4-Mercaptotolueno, para-tiocresol, p-tiocresol, para-toluenotiol ou p-toluenotiol é o composto orgânico de fórmula C7H7SH, fórmula linear CH3C6H4SH e massa molecular 124,2. Apresenta ponto de ebulição 195 °C, ponto de fusão 41-43 °C e ponto de fulgor 68°C (155 °F). É levemente solúvel em água. É uma substância sensível ao ar. É classificado com o número CAS 106-45-6.
É tóxico se inalado, nocivo se ingerido e em contato com a pele, causando irritação. Causa séria irritação nos olhos e pode causar irritação respiratória.
Pode ser entendido como o tiofenol metilado na posição para, ou 4. É o análogo tiol do p-cresol.